# Белоцветов, Алексей Васильевич
Алексей Васильевич Белоцветов (1839—1879) — протоиерей, духовный писатель.

## Биография
Родился в 1839 году во Владимирской губернии. Окончил в 1860 году Владимирскую духовную семинарию.
В 1863 году был назначен священником села Шиморское Меленковского уезда, в 1869 году определён в городской собор Киржача, где был возведён в сан протоиерея.
Умер 27 сентября (9 октября) 1879 года в Киржаче.
Неоднократно издавался, составленный им: «Круг поучений на все воскресные и праздничные дни в году» (М., 1876; изд. 2-е. — Владимир, 1879; изд. 3-е. — СПб., 1885; изд. 4-е, «с приложением биографии, семи слов и поучений, не относящихся к сему кругу, и краткого очерка истории Киржача». — СПб., 1890; изд. 5-е. — СПб., 1894); кроме этого, некоторые его поучения, извлеченные из «Круга», издавались и отдельно в 1890, 1894, 1895, 1901 годах.
Во «Владимирских епархиальных ведомостях» он поместил: «Об участии духовенства в деле народного образования и о начальных учебниках для народных школ» (1871 г., № 6 и 8); «Заметка для законоучителей сельских школ» (1873 г., № 24); «Из заметок и наблюдений приходского священника» (1874 г., № 3, 4, 6 и 1875 г., № 2); также «Краткий очерк истории г. Киржача и последнего празднества его по случаю открытия в нем собора и слово по этому случаю» (1876 г., № 16), которая вышла и отдельной книжкой (Владимир, 1876).